# Y Tucanae
Y Tucanae är en pulserande variabel av Mira Ceti-typ (M) i stjärnbilden Tukanen. 
Stjärnan varierar mellan visuell magnitud +10,8 och ljussvagare än 15,8 med en period av 239,9 dygn.